# Echinometra lucunter
Espèce
Statut de conservation UICN

 LC  : Préoccupation mineure
L’oursin perforant de l'Atlantique (Echinometra lucunter), aussi appelé « oursin de récif », est une espèce d'oursins tropicaux de la famille des Echinometridae, très répandu sur les côtes Ouest de l'océan Atlantique.

## Description

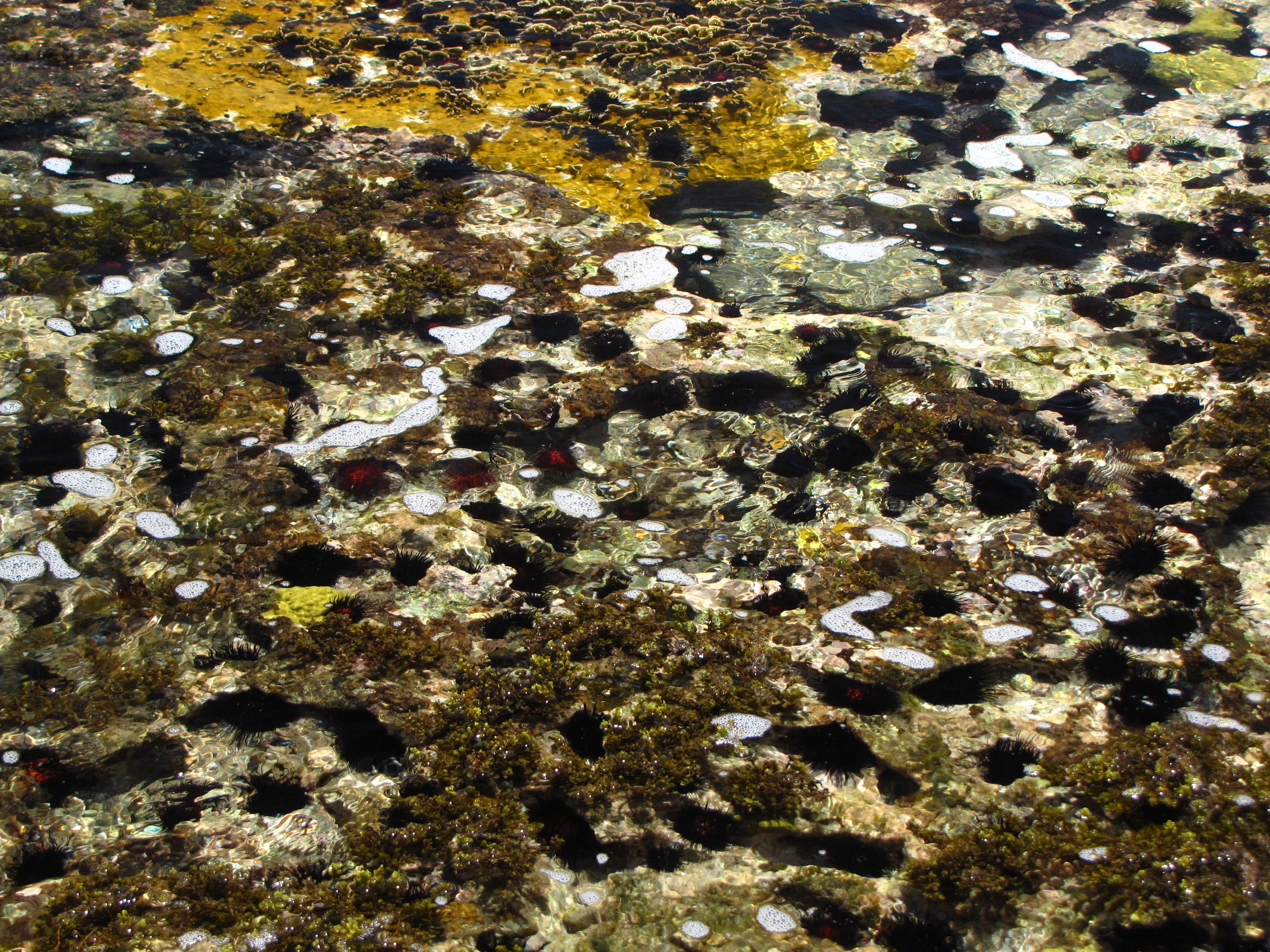
Cet oursin peut former des agrégations denses à faible profondeur (ici au Venezuela).

L'oursin perforant est un oursin légèrement ovale de petite taille, mesurant en moyenne 8 cm de diamètre pour la coquille (appelée « test »), parfois jusqu'à 15 cm). Son corps est généralement de couleur rouge sombre, mais peut aller du rouge vif au pourpre presque noir (en Afrique il est généralement noir). Il est protégé par de nombreux piquants (appelés « radioles ») coniques et généralement violacés, densément implantés et suffisamment effilés pour pénétrer facilement la peau d'autres animaux ; ceux-ci peuvent mesurer jusqu'à 4 cm de long, et leur couleur peut varier du presque noir au beigeâtre pâle.

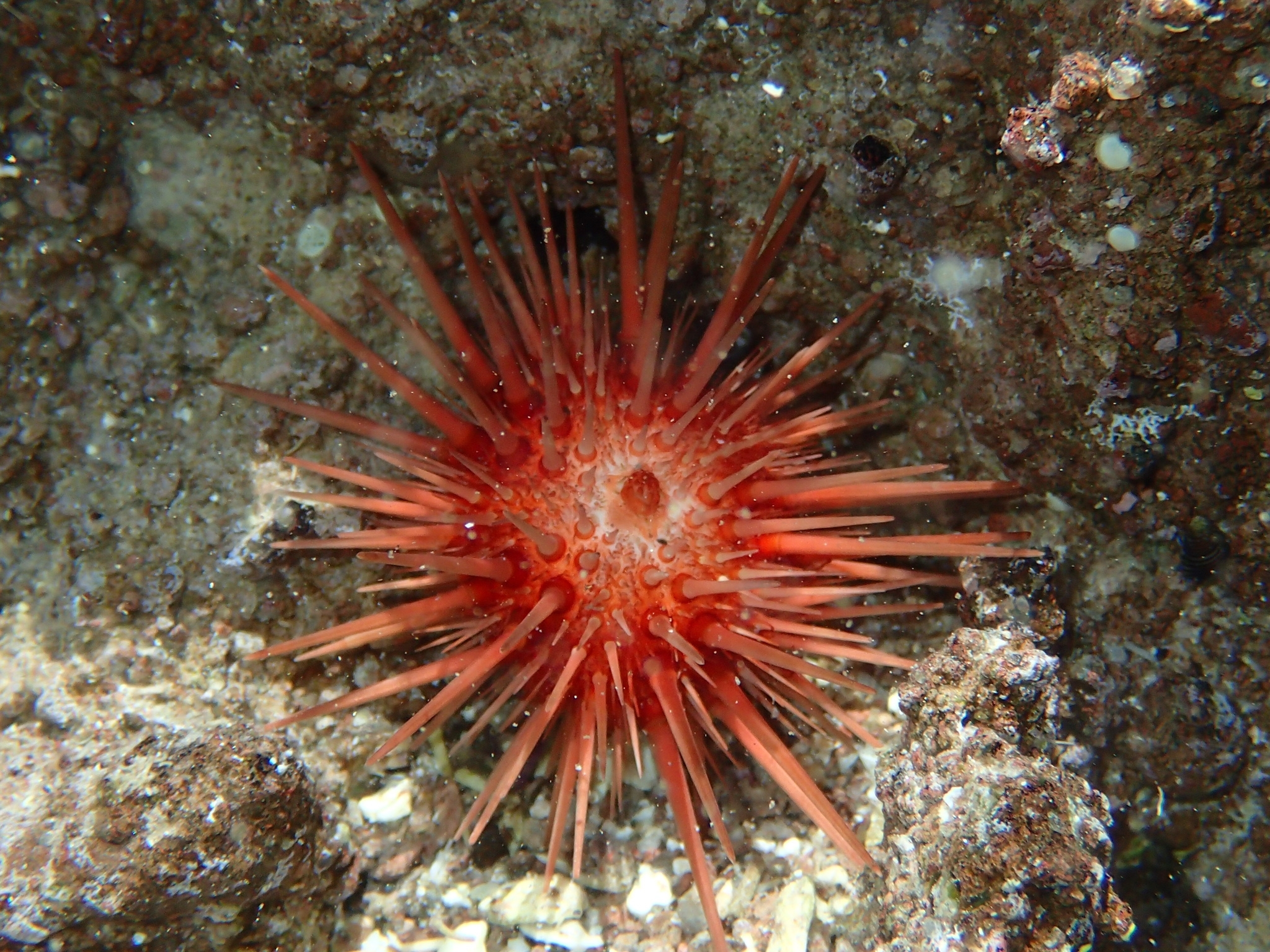
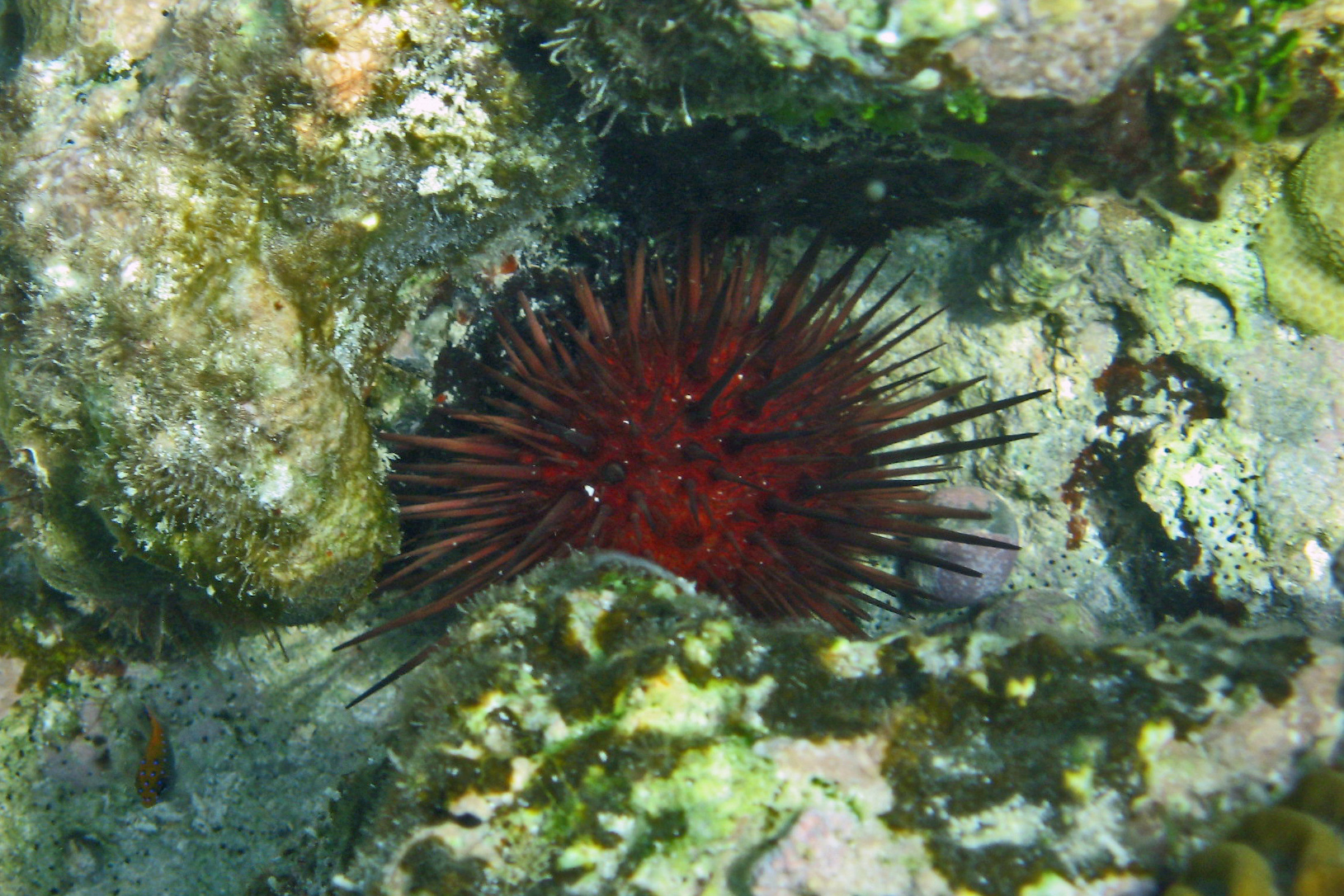
Aux Îles Vierges britanniques
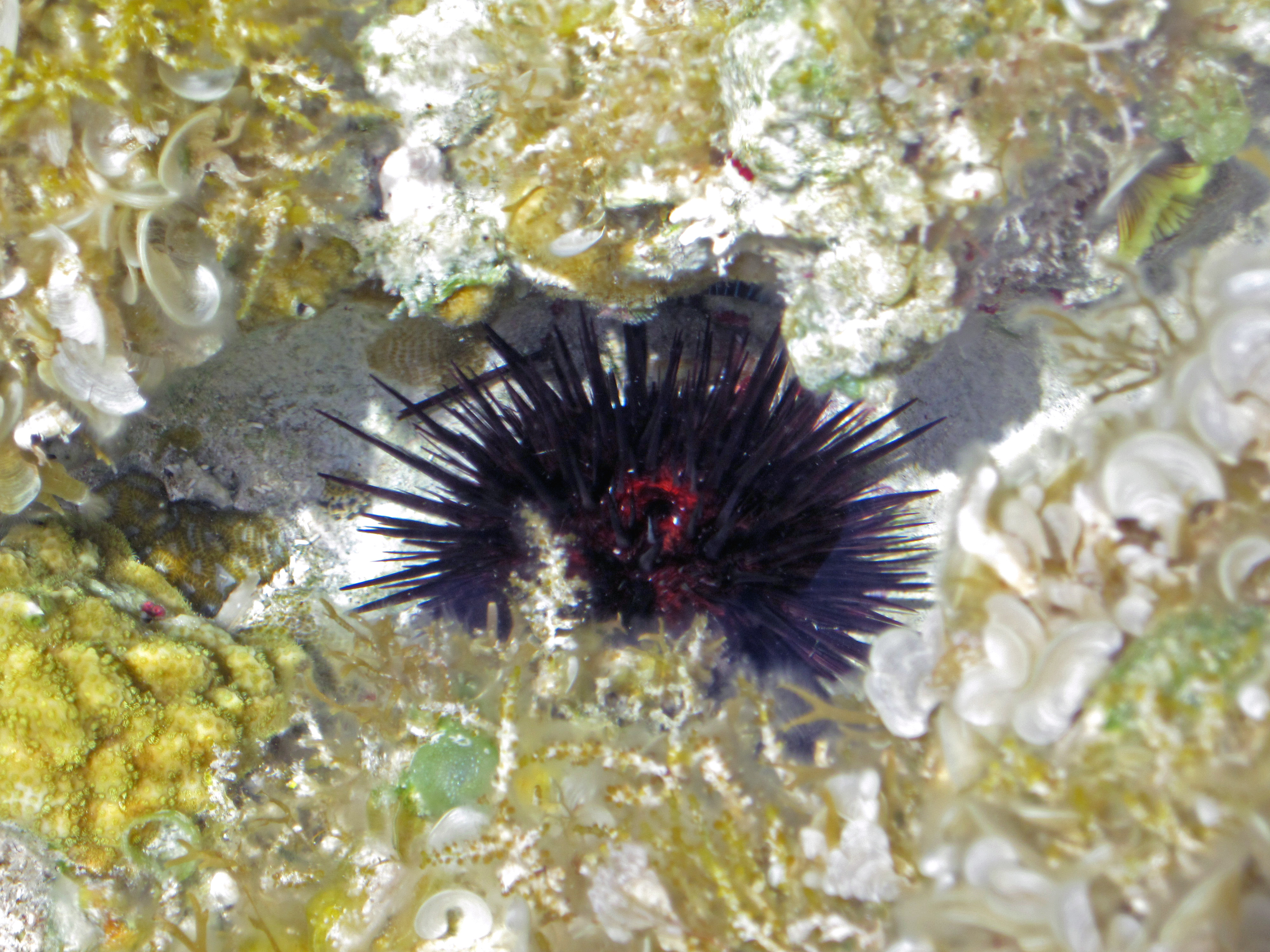
Echinometra lucunter sombre aux Bahamas.
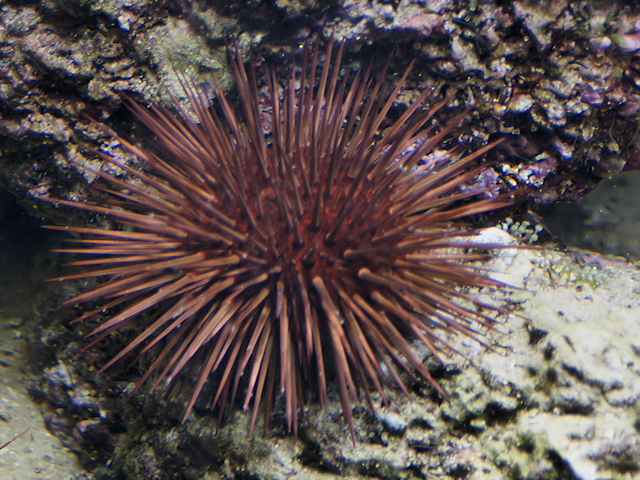
Spécimen plus clair en Floride.
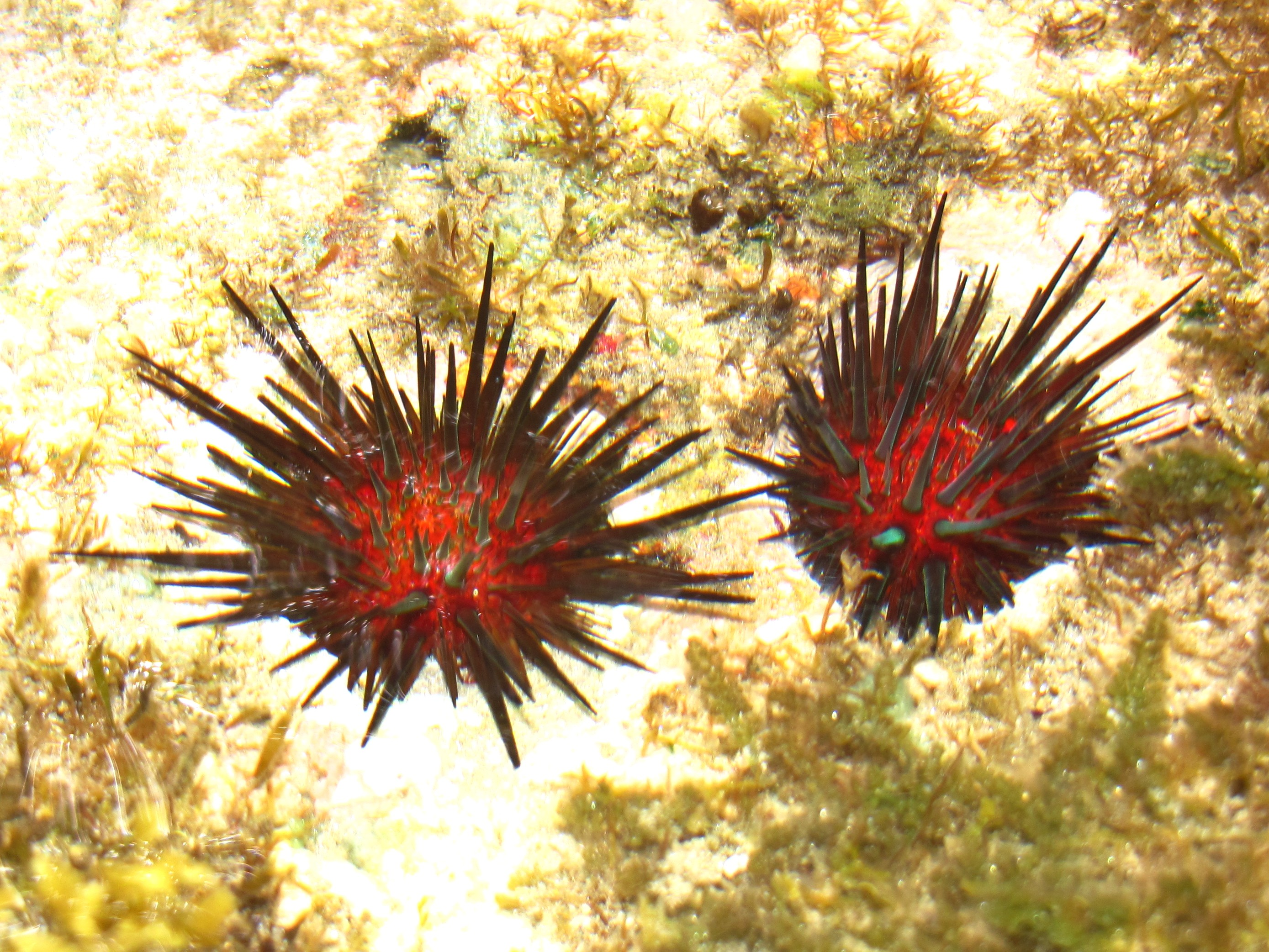
Spécimens rouge vif au Venezuela.
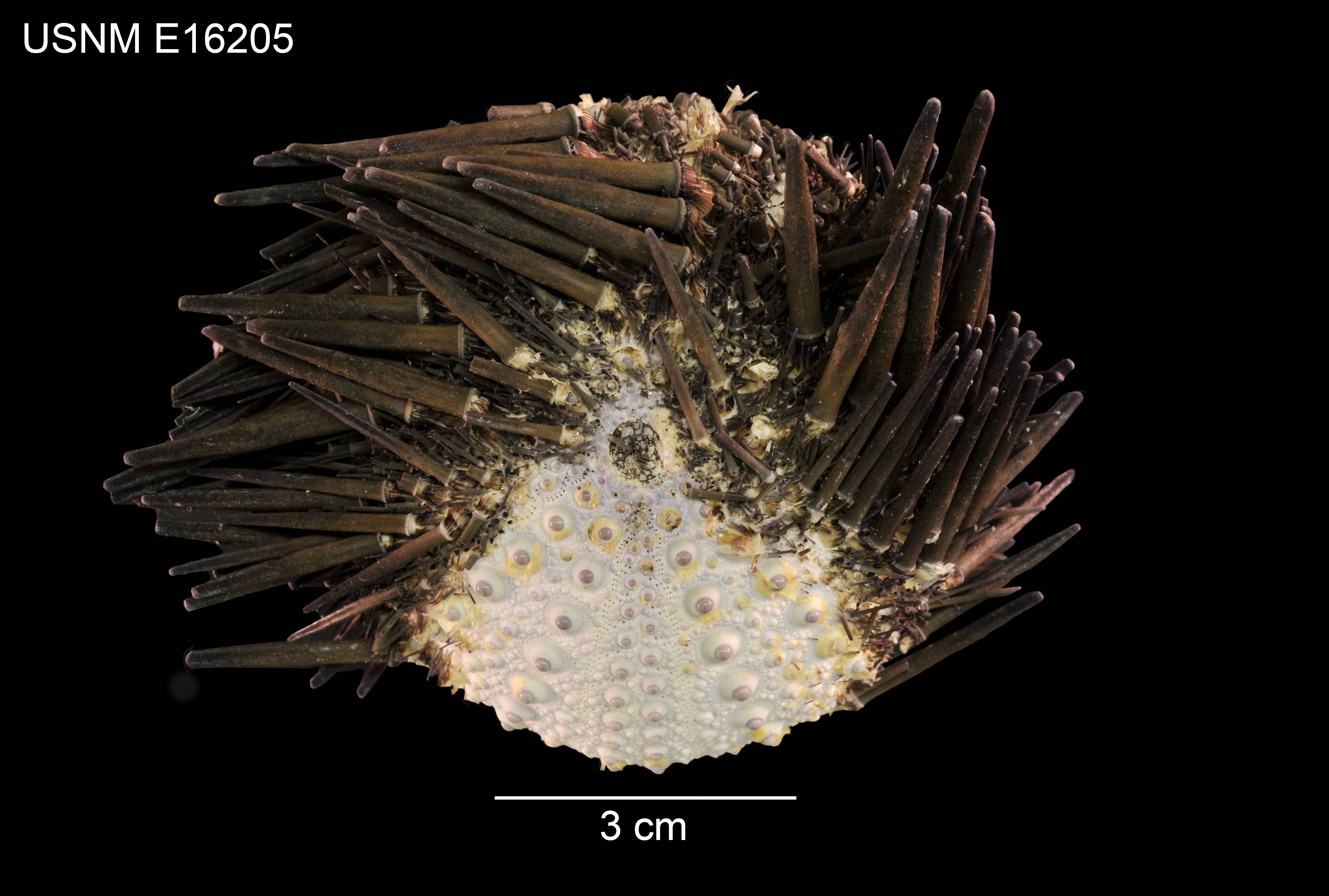
Test partiellement dénudé.

Cet oursin peut être confondu avec son proche cousin Echinometra viridis, plus rare et de couleur plus verte.

## Écologie et comportement

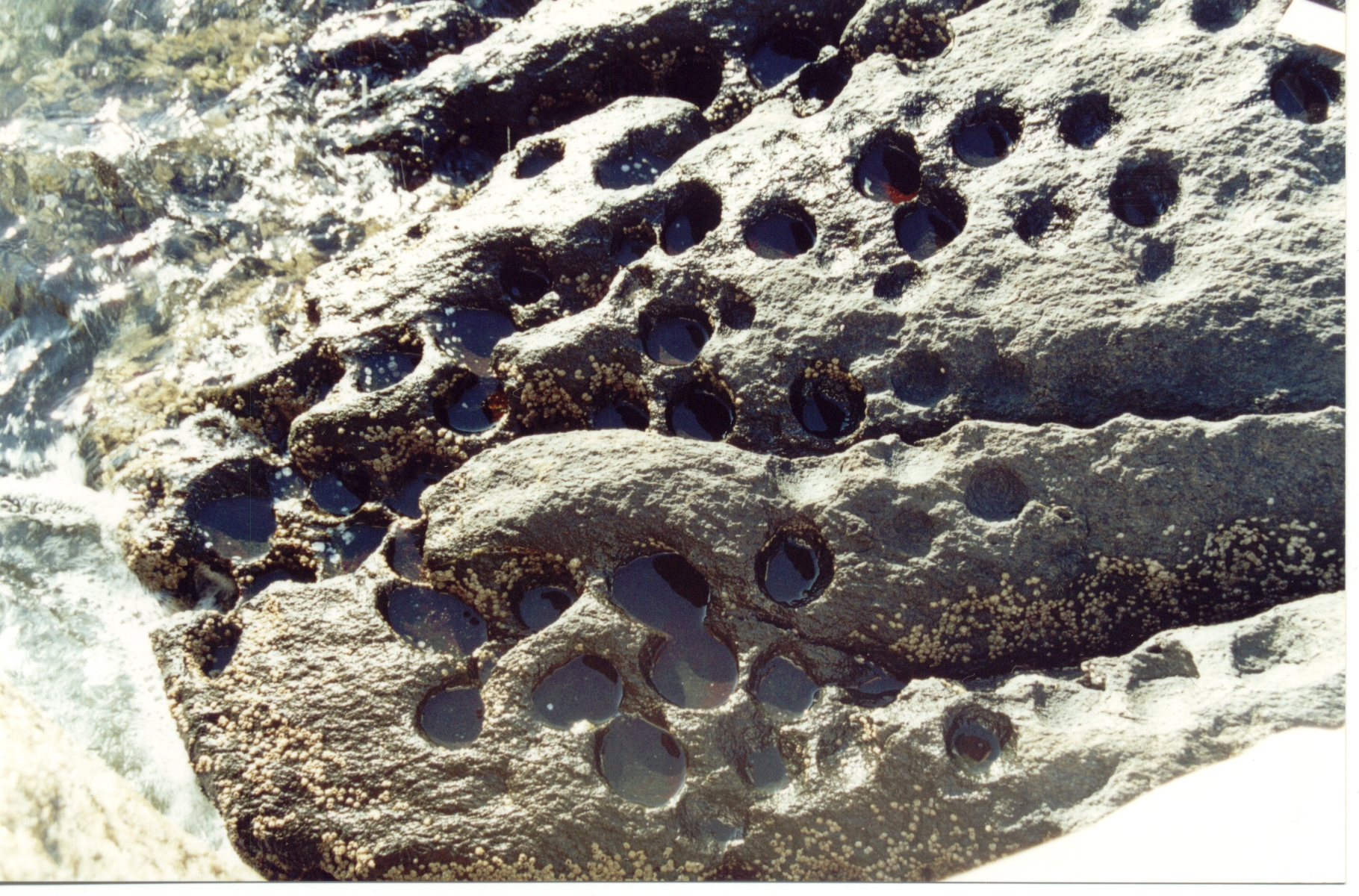
Logettes d'oursin perforant au Brésil.

Cet oursin doit son nom au fait qu'à l'instar de son cousin indo-pacifique il creuse le calcaire de son milieu à l'aide de ses épines et de sa bouche (appelée « lanterne d'Aristote »), de manière à forer un trou qui lui servira d'abri pendant la journée (c'est donc souvent dans ces cavités qu'on peut les voir). Dans les zones où il est très abondant (notamment quand ses prédateurs sont surpêchés par l'homme), il peut ainsi fragiliser le substrat. Il sort de son abri la nuit pour se nourrir, principalement d'algues mais aussi occasionnellement d'invertébrés, de cadavres et de débris.

## Habitat et répartition
Cet oursin vit dans les eaux chaudes de l'océan Atlantique ouest, où il est très répandu dans le bassin Caraïbe, de la Caroline du Nord au Brésil. Il est très courant sur les platiers des lagons coralliens de la zone intertropicale de l'ouest de l'océan Atlantique, entre 1 et 140 m de profondeur (mais plus courant dans la zone intertidale, à moins de 10 m de profondeur).
Il fréquente surtout les parois rocheuses et les récifs de corail, où il peut passer la journée à l'abri dans son trou et sortir la nuit se nourrir d'algues à proximité.

## L'oursin perforant et l'homme
Comme tous les oursins vivant à proximité de la surface, l'oursin perforant est souvent responsables de vives douleurs quand un baigneur marche dessus par inadvertance : ses épines ont tendance à se casser dans la plaie, ce qui les rend presque impossibles à enlever entièrement. Heureusement, il n'est pas venimeux, et ne présente pas de grand danger si la plaie est correctement désinfectée : le corps dissoudra les morceaux de silice en quelques semaines.
Cette espèce n'est pas consommée de manière significative, et n'est d'aucune valeur commerciale.

## systématique
Liste des sous-espèces selon World Register of Marine Species (22 avril 2014) :
- sous-espèce Echinometra lucunter lucunter (Linnaeus, 1758)
- sous-espèce Echinometra lucunter polypora Pawson, 1978